# A lelkek Szűz Máriája-templom
A lelkek Szűz Máriája-templom (Chiesa di Santa Maria dell'Anima) a római katolikus német közösség temploma.

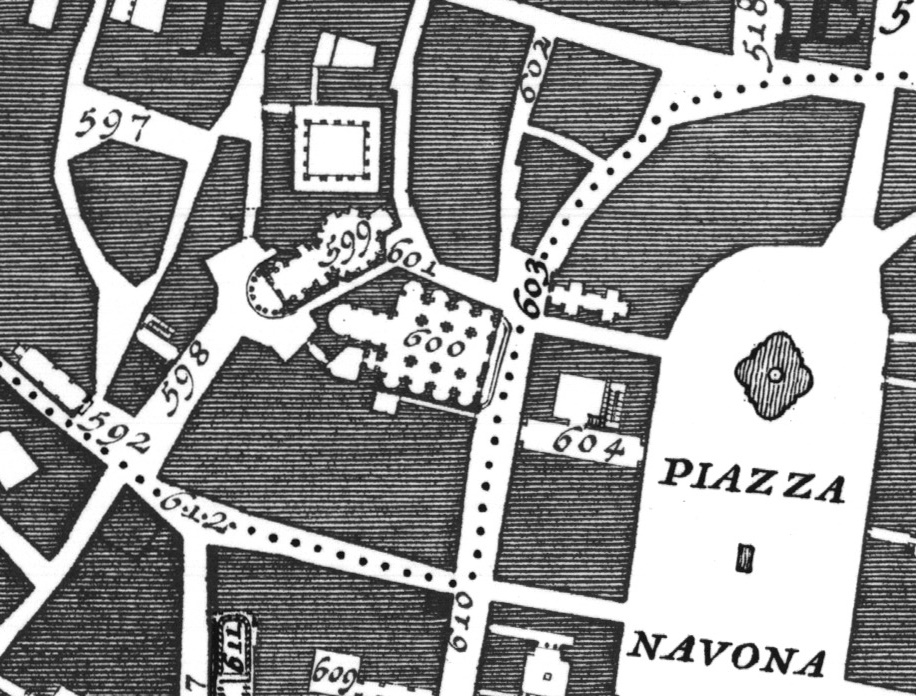
Santa Maria dell'Anima (600. szám) Róma térképén 1748-ból. Az 599. szám a Santa Maria della Pace templomot jelöli.

## Története
A templom elődjét egy dordrechti házaspár (János Péter és Katalin) alapította, amikor 1350-ben járt Rómában. A tulajdonukban álló házakból létrehoztak egy kápolnát és egy szeretetházat a német és németalföldi zarándokoknak. Egyetlen kikötést tettek, hogy az apátnak német nyelvűnek kell lennie. 1406. május 21-én VII. Ince pápa kibocsátott egy dokumentumot a szociális intézmény védelméről, amelynek révén az épületegyüttes pápai fennhatóság alá került. Az egyházfő elismerte a német zarándokokért kifejtett munkát, de azt igényelte, hogy ezentúl más nemzetiségű szegények is részesülhessenek a szolgáltatásokban. 1444-től, IV. Jenő pápa hozzájárulásával, gyászmiséket is rendeztek az elhunyt klienseiknek.
A templomot a 15. században felújították és kibővítették, majd az 1500-as szent év tiszteletére újból átépítették. A munkát 1523-ban fejezték be. Ezt jelentős részben Johannes Burckard, VI. Sándor pápa befolyásos ceremóniamesterének anyagi támogatása tette lehetővé. Az épület súlyos károkat szenvedett Róma 1527-es kirablásakor, majd az 1798-as francia invázió alatt. Ekkor a templomot istállóként és lovassági kaszárnyaként használták. IX. Piusz pápa állította vissza eredeti rendeltetését.

## Az épület
A magas téglahomlokzat Giuliano da Sangallo munkája, és 1514-1523-ban készült. Stílusa reneszánsz, robusztus horizontális párkányzat osztja három szintre; a legfelső közepén nagyméretű kerek ablak, mellette az épület kriptájában nyugvó VI. Adorján pápa címere. A bejárat felett timpanont helyeztek el, amelyen Szűz Mária látható a gyermek Jézussal két térdelő figura között. Elképzelhető, hogy a kompozíció annak a régi freskónak az alapján készült, amelyet a 15. század végén találtak, és amely Szűz Máriát ábrázolja két purgatóriumi lélek között, és amelyről a templom a nevét kapta.
Az épülethez harangtorony csatlakozik, amely valószínűleg Andrea Sansovino alkotása. A reneszánsz stílusú, függőleges bordával osztott ablakokkal és a gótikát idéző hegyes orommal díszített torony a sűrű beépítés miatt csak a Vicolo della Pacéról látható. A 19. században a Habsburgok szimbólumát, egy bronzból készült kétfejű sast helyeztek el a torony csúcsán.
A homlokzat dísztelenségével éles ellentétben áll a templom belsejének gazdag díszítése. A főhajó gyámoszlopai magas talapzaton állnak, az oldalhajók kápolnái felnyúlnak a dongaboltozatig, megidézve a német gótikus templomépítészetet. A nyolc kápolnában több mestermű látható. A brandenburgi őrgróf kápolnáját Francesco Salviati freskója díszíti, amelyet Magdeburg érseke, Luther Márton ellenfele, János Albert rendelt. Látható kép a velencei származású Carlo Saracenitől, Caravaggio egyik első követőjétől, valamint egy piétà a 16. század első felében alkotó szobrász Lorenzettótól (1490–1541), amelyet Baccio Bigio fejezett, valamint egy Szűz Mária életével foglalkozó freskó Girolamo Siciolante da Sermonetától.
A főoltárt két híres alkotás díszíti. A Szent Család és a szentek című képet Raffaello Sanzio legtehetségesebbnek tartott tanítványa, Giulio Romano festette. A képet, amelyet Jakob Fugger bankár, aki V. Károly német-római császárrá választását finanszírozta, rendelt a családi kápolnába, egyik legjobb alkotásaként tartják számon. A főoltárra a késői 17. században helyezték át, hogy megóvják a Tiberis áradásai okozta további sérüléstől. A főoltár jobb oldalán található az utrechti származású VI. Adorján pápa síremléke, aki mindössze 13 hónapnyi uralkodás után halt meg 1523-ban. A síremlék Baldassarre Peruzzi alkotása. Az emlékmű fő alakja a fekvő, könyökére támaszkodó egyházfő figurája, akit két oldalról az erényeket megtestesítő figurák kereteznek. Az alsó részt a VI. Adorján római bevonulását ábrázoló dombormű foglalja el.
A szentéllyel szemközt található az 1575-ben elhunyt Karl Friedrich von Jülich-Kleve-Berg német gróf síremléke. Az alkotást Albert Pighius tervezte, a szobrokat Nicolas Mostaert és Gillis van den Vliete készítette. A templomban van még Georgius Meisellius püspök síremléke is. A festett üvegablakokat 1875 és 1882 között helyezték el, készítőjük a német gyökerű római festő, Ludovico Seitz volt.
A templom kriptájában 450 katona nyugszik, akik az Osztrák–Magyar Monarchia csapataiban harcolva estek el az első világháború olasz frontján. Eddig csak a halottak egyharmadának sikerült megállapítani a személyazonosságát.

## Műalkotások

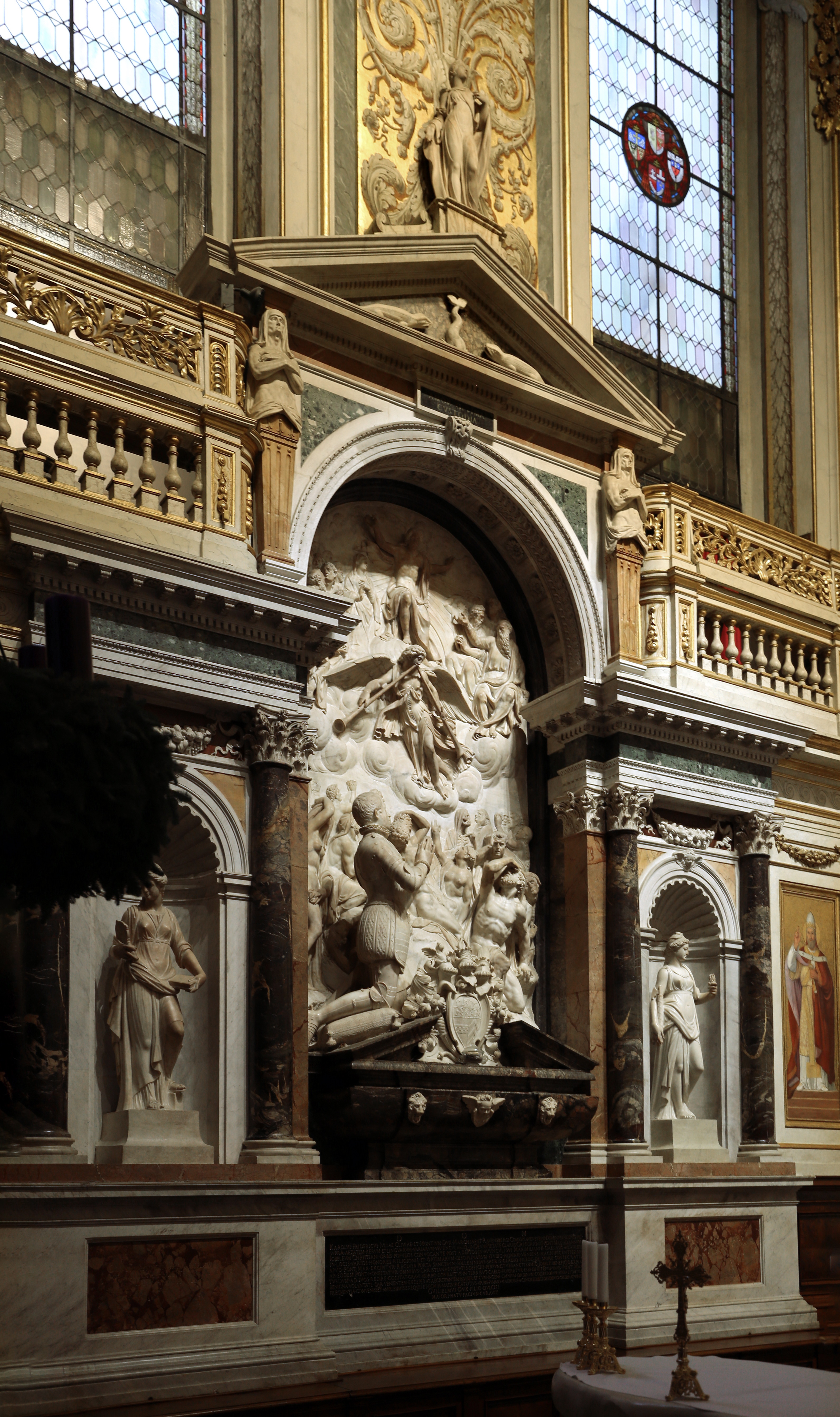
Jülich-Kleve-Berg síremléke
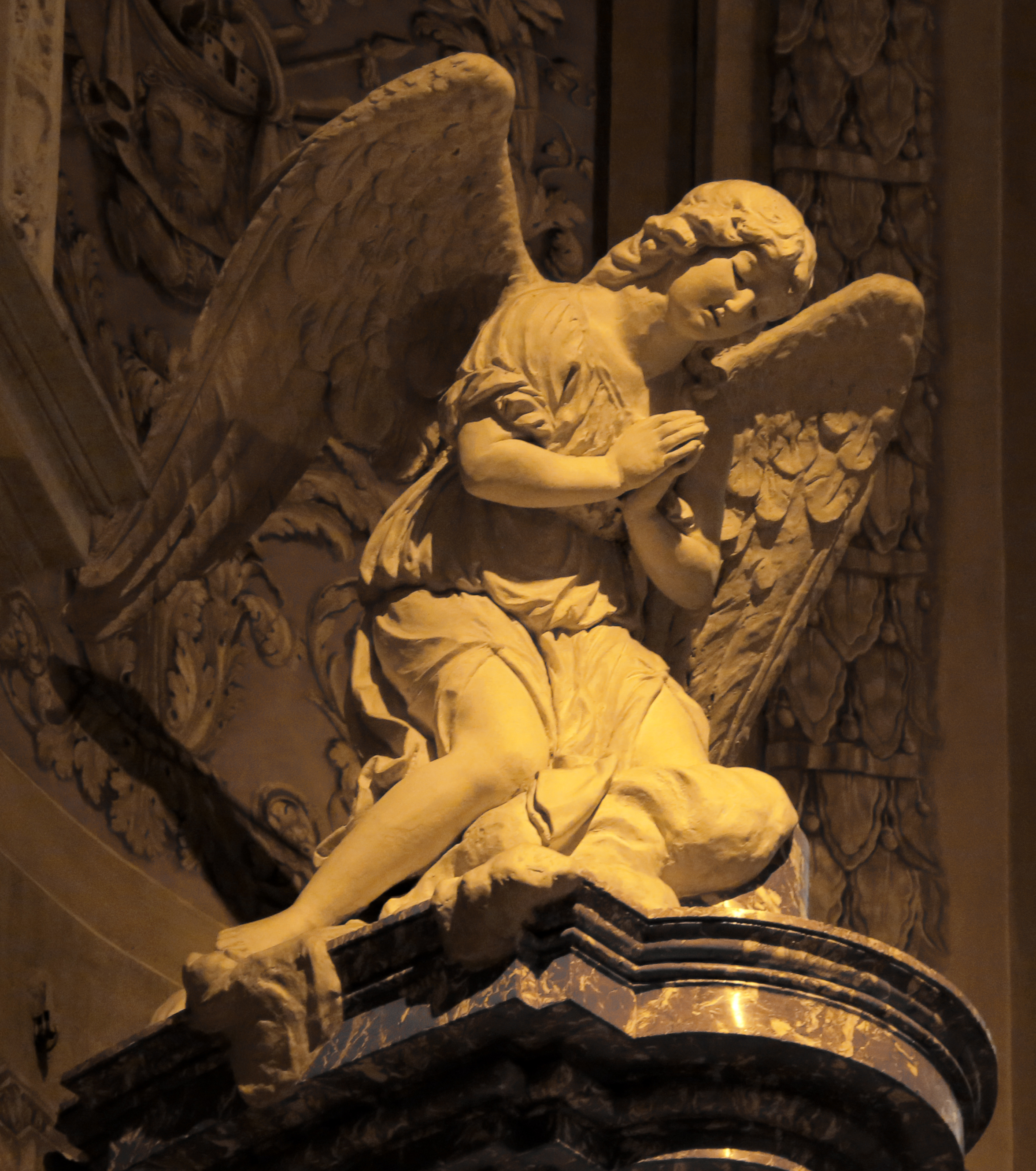
Lorenzetto-angyal
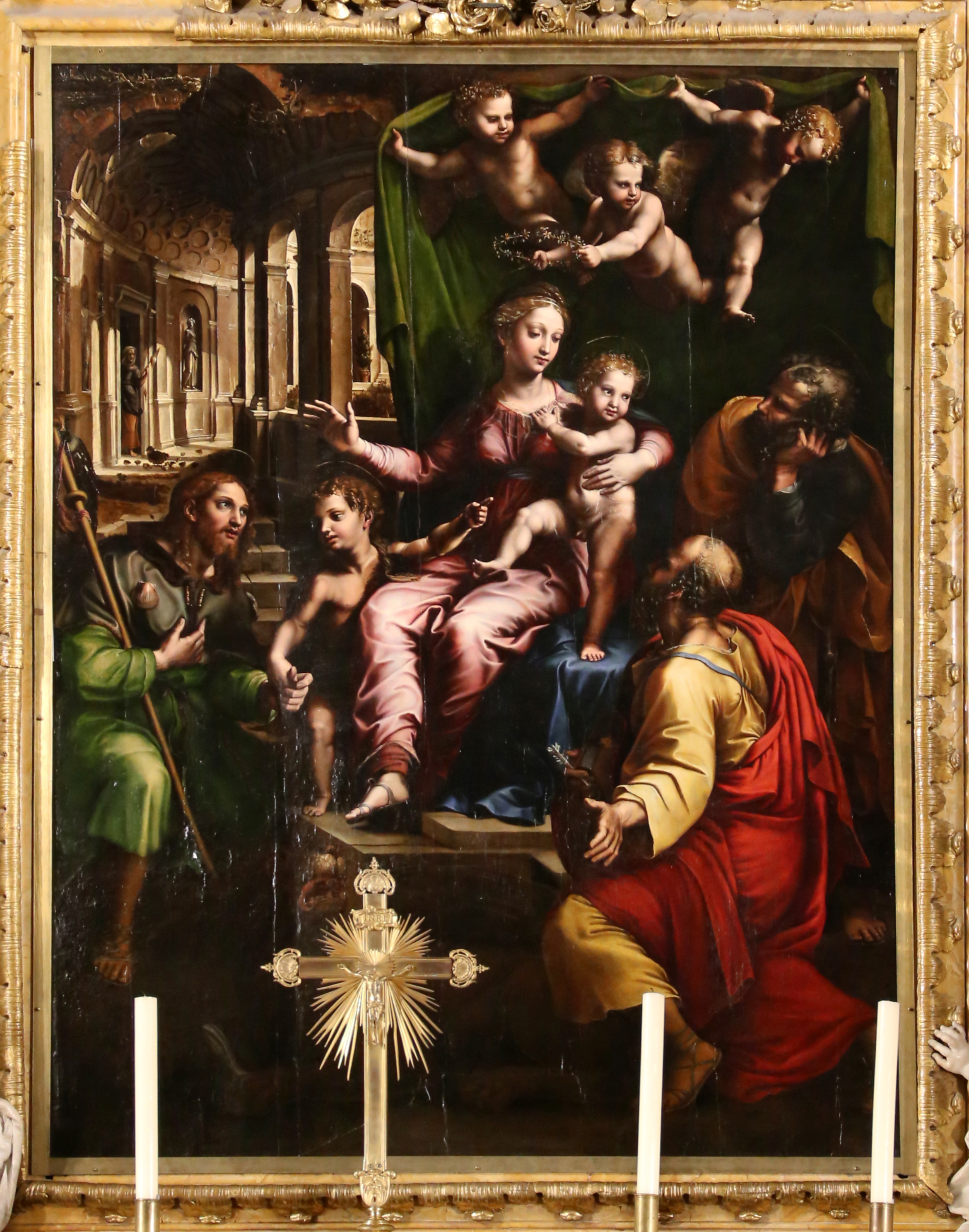
Szent Család
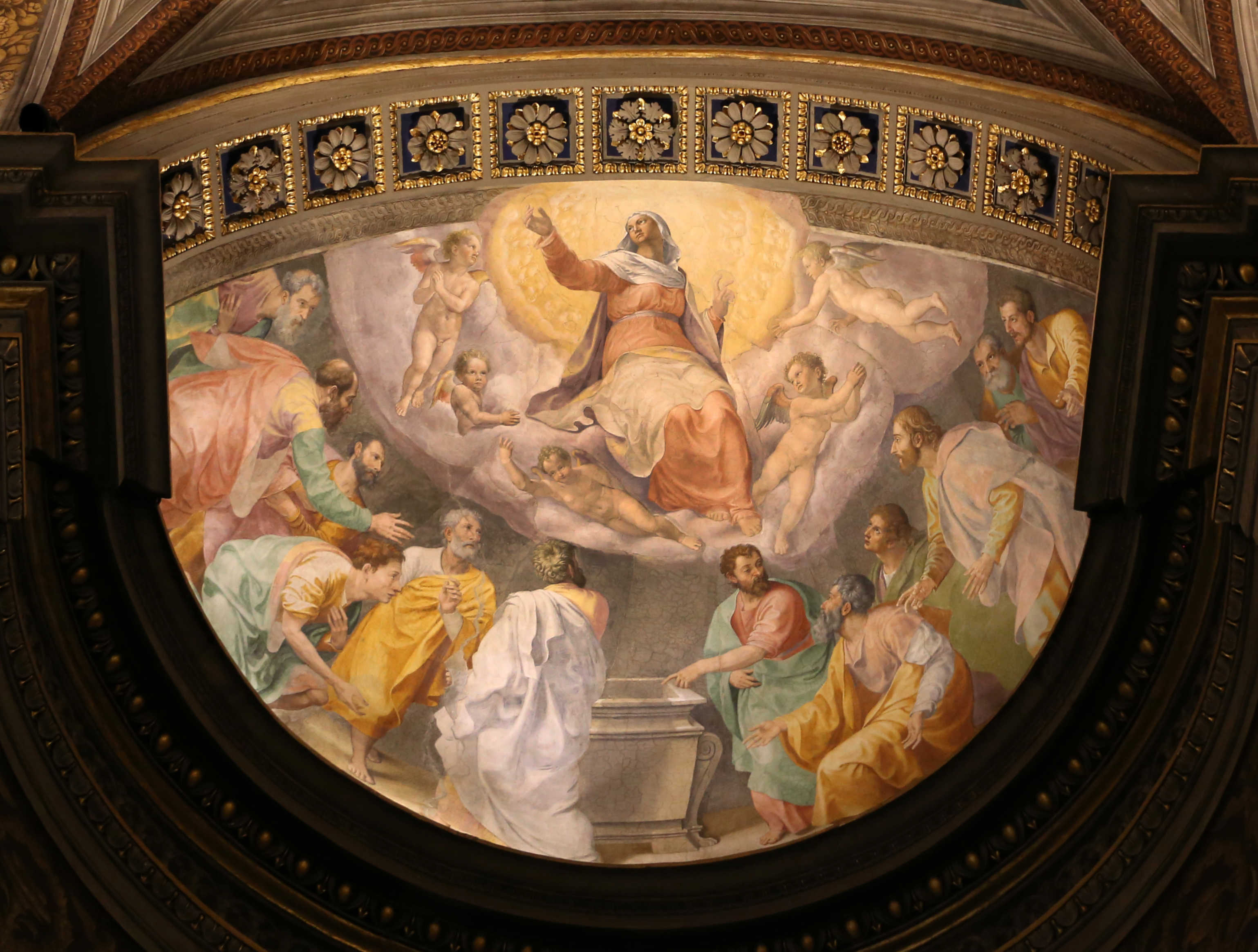
Fugger-kápolna
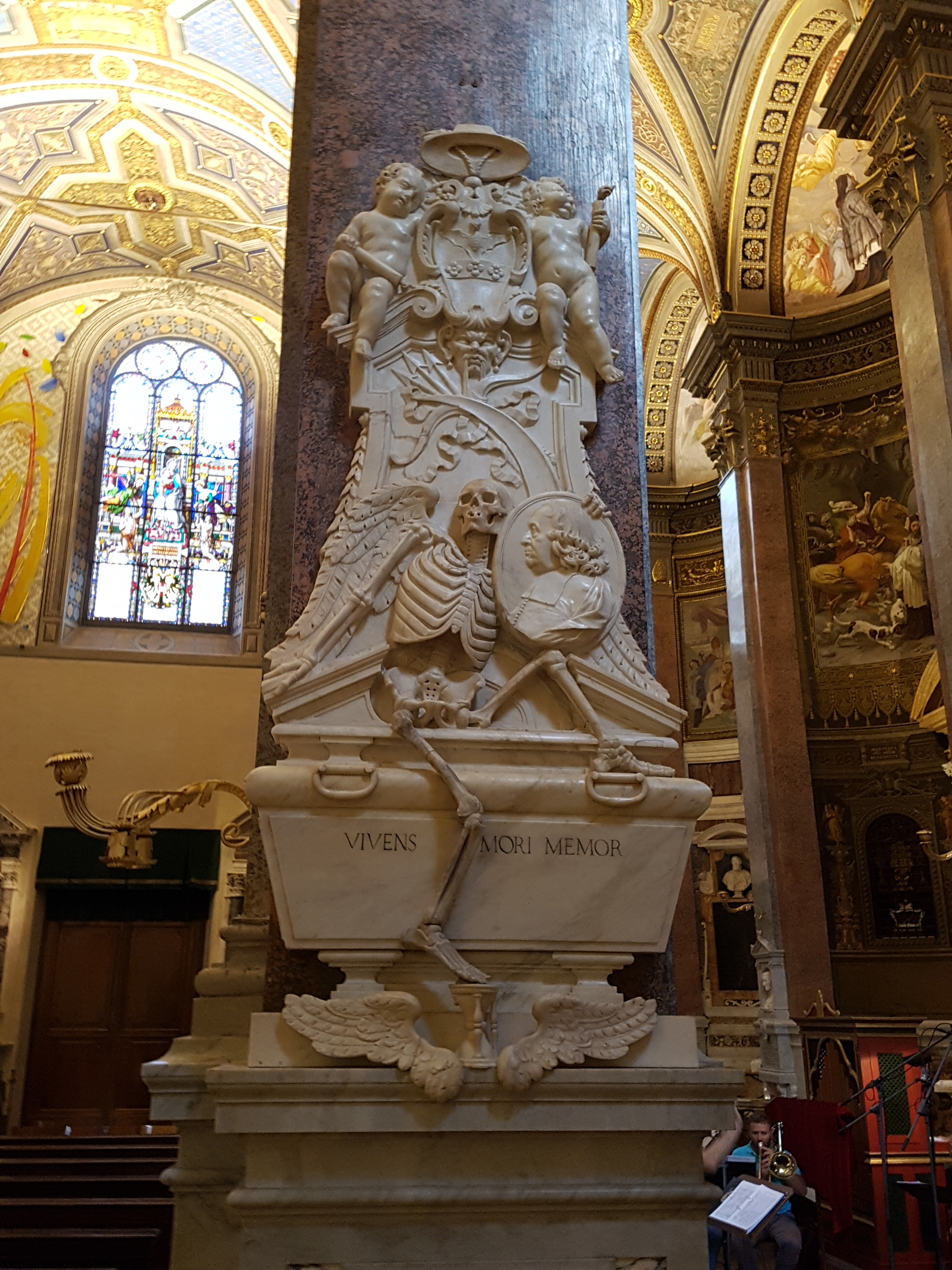
Meisellius síremléke
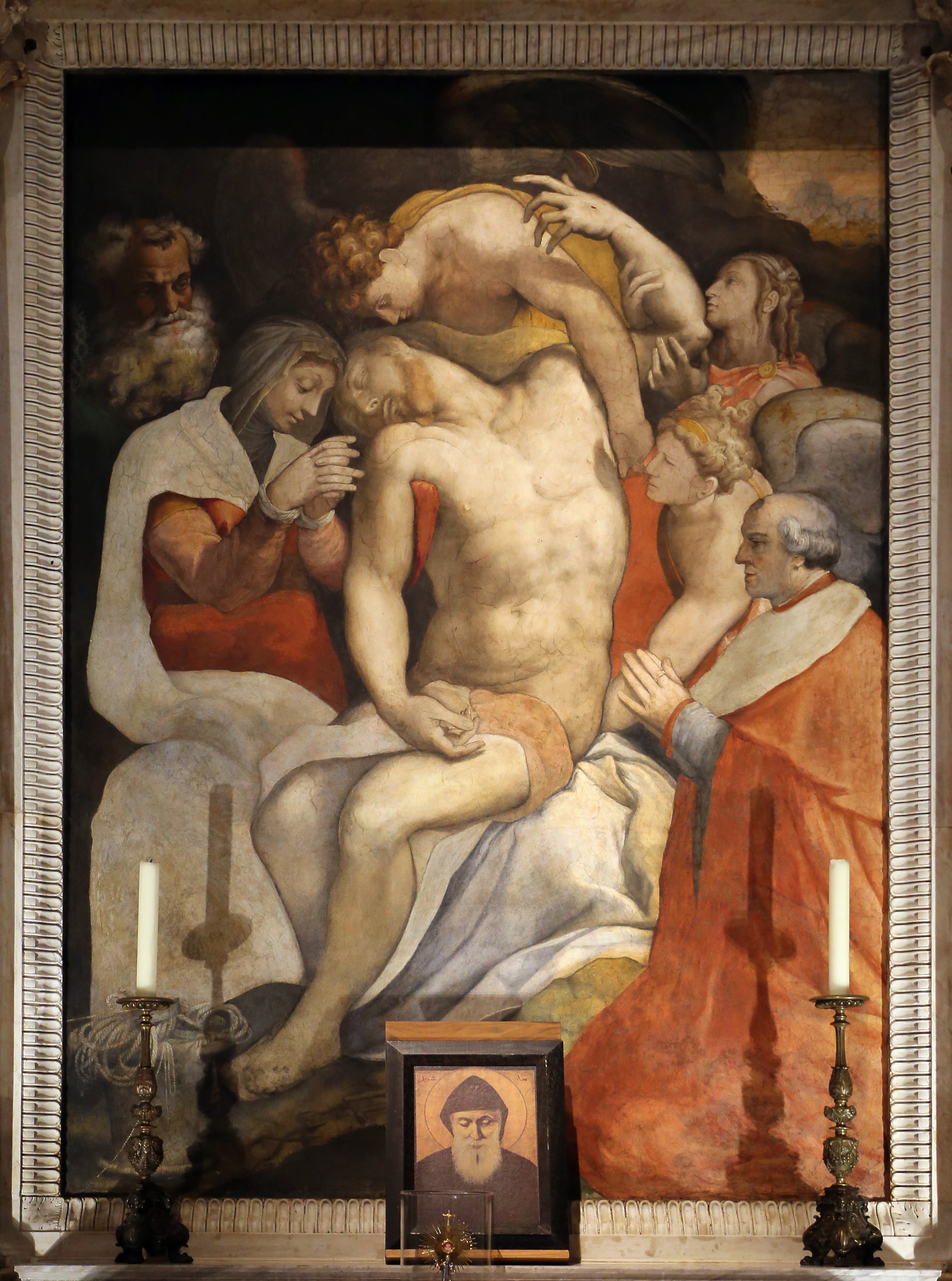
Brandenburgi kápolna
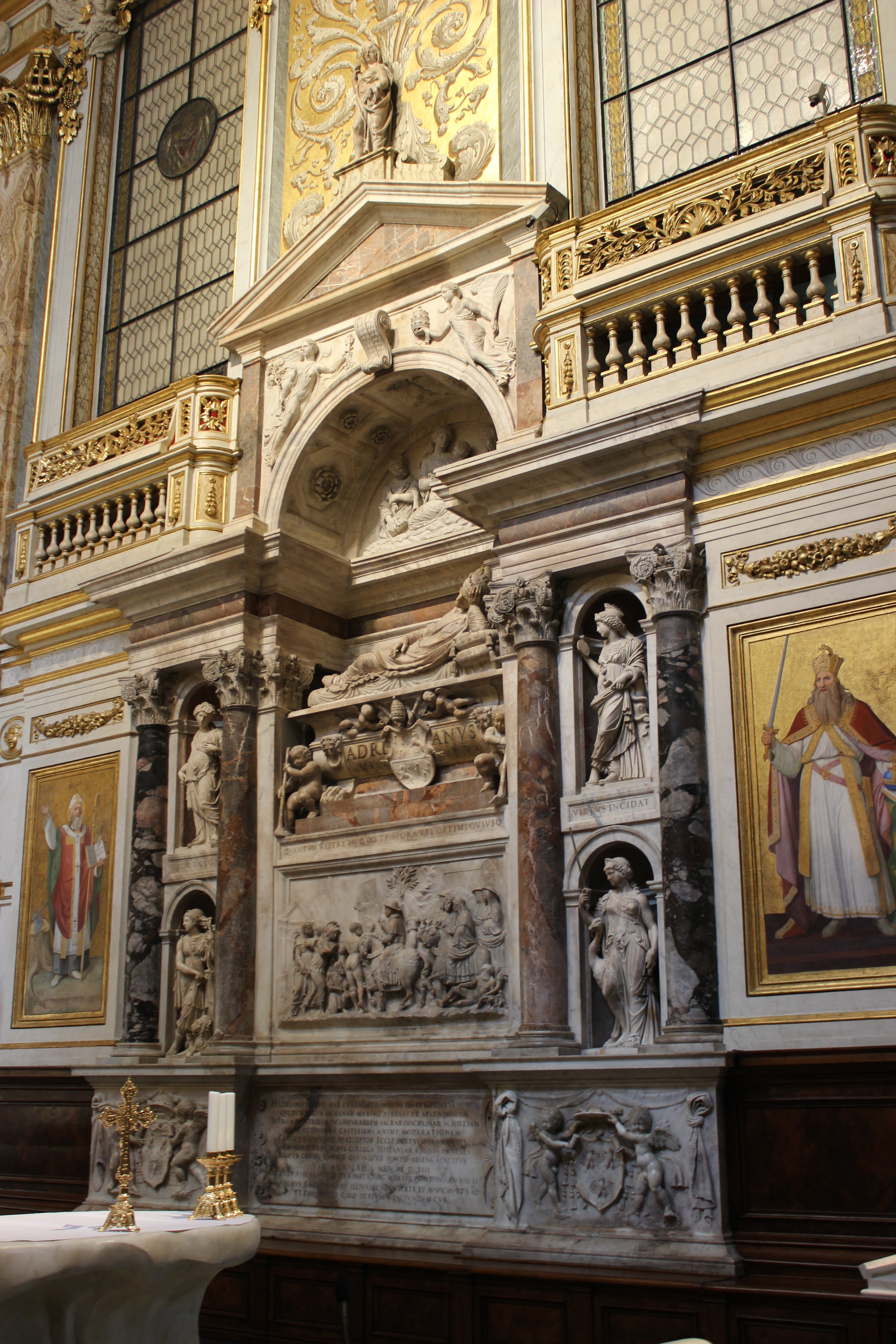
A pápai síremlék